# أغ كند (تشاراويماق)
أغ كند (بالفارسية: آغ‌کند) هي منطقة سكنية تقع في قسم قوريتشاي الشرقي الريفي في إيران. يقدر عدد سكانها بـ 85 نسمة في 19 عائلة حسب تعداد سكاني لعام 2006.